# Break The Ice (Kim-Lian van der Meij-sang)
Break The Ice er en sang, der er skrevet af den hollandske Kim-Lian van der Meij. Den var temasangen til JESC (Junior Eurovision Song Contest) i år 2012. Kim-Lian var vært sammen med Ewout Genemans til JESC 2012.